# こぐま座8番星
こぐま座8番星（こぐまざ8ばんせい、英語: 8 Ursae Minoris、8 UMi）は、こぐま座の方角に約532光年離れた位置にある恒星である。その周囲には、1つの太陽系外惑星が発見されている。

## 特徴
こぐま座8番星は、見かけの等級が6.83等級の黄色い巨星である。質量は太陽の1.44倍、半径は太陽の10倍に及び、表面温度は4,847 K、光度は太陽の56倍と推定される。年齢は、およそ17億年とみられる。こぐま座8番星は、晩期型の巨星としては比較的珍しい、リチウムが過剰な恒星とされている。

## 惑星系
2015年、普賢山天文台におけるドップラー分光法による観測から、こぐま座8番星の周りに1つの太陽系外惑星が存在すると報告された。この惑星こぐま座8番星bは、下限質量が木星の1.65倍という巨大ガス惑星で、主星から 0.462 au 離れた軌道を約93日周期で公転しているとみられる。
2023年6月、TESSによる星震の観測結果からこぐま座8番星が赤色巨星分枝の段階を終え、中心部の核でヘリウムによる核融合反応を起こしている段階（ヘリウム燃焼過程）にある巨星であることが判明したという研究結果が公表された。核でヘリウムによる核融合反応が発生する前は、核の外縁部に残された水素による核融合反応（水素殻燃焼）が発生するが、この時に恒星の外層が膨張して赤色巨星となる。こぐま座8番星の場合、この時の半径は 0.7 au（約1億500万 km）にまで達したと推定されており、これは現状のこぐま座8番星bの軌道長半径を超えている。
こぐま座8番星bの軌道が真円に近いことから、こぐま座8番星が現在の大きさにまで縮小した後に外側から現在の軌道まで移動したという可能性は低いとされている。研究チームは、元々近接していた連星だった2個の恒星のうち片方が巨星へ進化し、もう片方の恒星を飲み込んで恒星合体を起こしたことで質量が増加し、外層が膨張する前にヘリウム核燃焼が発生するようになったという仮説と、現在知られているこぐま座8番星bは最初から存在していた訳ではなく、2つの恒星が合体した際に周囲に放出されたガスが集まって新たに形成された惑星であるという仮説を提唱している。先述の通り、こぐま座8番星は晩期型の巨星にしてはリチウムの含有量が多いことが知られており、これはこぐま座8番星でかつて発生した、恒星合体のような恒星同士の相互作用の結果である可能性が指摘されている。
| 名称 （恒星に近い順） | 質量            | 軌道長半径 （天文単位） | 公転周期 (日) | 軌道離心率         | 軌道傾斜角 | 半径 |
| --------------------- | --------------- | ----------------------- | ------------- | ------------------ | ---------- | ---- |
| b (Halla)             | >1.65 ± 0.06 MJ | 0.462 ± 0.006           | 93.31 ± 0.06  | 0.062+0.028 −0.030 | —          | —    |

## 名称
2019年、世界中の全ての国または地域に1つの系外惑星系を命名する機会を提供する「IAU100 Name ExoWorldsプロジェクト」において、こぐま座8番星とこぐま座8番星bは大韓民国に割り当てられる系外惑星系となった。このプロジェクトは、「国際天文学連合100周年事業」の一環として計画されたイベントの1つで、韓国国内での選考、国際天文学連合 (IAU) への提案を経て、太陽系外惑星とその母星に固有名が承認されるものであった。2019年12月17日、IAUから最終結果が公表され、こぐま座8番星はBaekdu、こぐま座8番星bはHallaと命名された。Beakduは、朝鮮半島最高峰で、朝鮮民族のナショナリズムの象徴である白頭山。Hallaは、韓国最高峰で、済州島の人々にとっては信仰の場所でもある漢拏山のことである。